# Citral
Citral (též lemonal, systematický název 3,7-dimethylokta-2,6-dienal) je terpenoid (konkrétně monoterpen) se sumárním vzorcem C10H16O. Označení se používá jako souhrnný název dvou izomerů nebo jako označení jejich směsi. Izomer E je znám jako geranial nebo citral A, izomer Z jako neral nebo citral B.

## Výskyt
Citral je obsažen v olejích řady rostlin, jako například myrtovník citronový (90–98 %), Litsea citrata (90 %), Litsea cubeba (70–85 %), voňatka citronová (65–85 %), Leptospermum liversidgei (70–80 %), bazalka vytrvalá (66,5 %), Lindera citriodora (asi 65 %), Calypranthes parriculata (asi 62 %), neroli (36 %), aloisie trojlistá (30–35 %), Eucalyptus staigeriana (26 %), meduňka lékařská (11 %), limetka (6–9 %), citron (2–5 %) a pomeranč.

## Použití
Geranial má silnou citronovou vůni, neral má citronovou vůni méně intenzivní, ale sladší. Citral se proto používá jako aromatická složka v parfumerii. Používá se i jako ochucovadlo a při fortifikaci citronového oleje. Má také silné antimikrobiální účinky a působí jako feromon pro hmyz.
Používá se také při syntéze vitaminu A, iononu a methyliononu a pro maskování zápachu kouře.

## Zdraví a bezpečnost
Citralu by se měli vyhýbat lidé s alergií na parfémy.